# Гон (Шлезвіг-Гольштейн)
Гон (нім. Hohn) — громада в Німеччині, розташована в землі Шлезвіг-Гольштейн. Входить до складу району Рендсбург-Екернферде. Складова частина об'єднання громад Гонер-Гарде.
Площа — 31,94 км2. Населення становить 2419 ос. (станом на 31 грудня 2020).

## Галерея

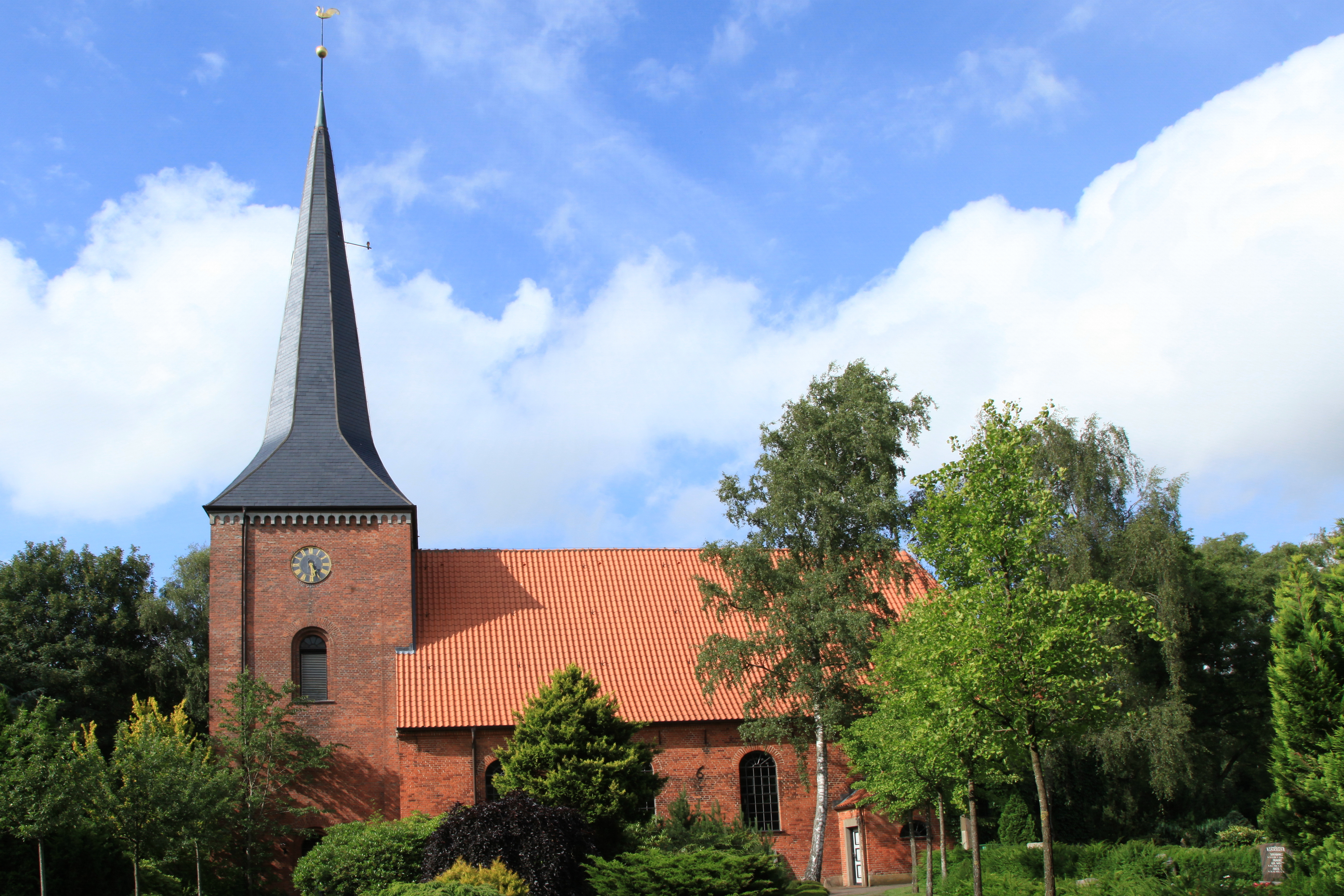